# 九龍巴士49A線
九龍巴士49A線是香港一條新界巴士路線，由九龍巴士（一九三三）有限公司營辦，於2024年11月18日起投入服務，來往青富苑及荃灣西站，途經長青邨及長康邨後，取道青衣南橋及荃灣路往返荃灣市中心，只於星期一至五上、下午繁忙時間分別提供去程和回程服務，全程收費為$5.6。

## 歷史
過往除了九龍巴士243P線外，青衣西南前往荃灣的巴士服務均需要先繞經青衣北。因應青康路北的公營房屋發展，運輸署和九巴在《2024－2025年度葵青區巴士路線計劃》中，建議於2025年第一季開辦全新巴士路線「49A」，來往青富苑及荃灣西站，途經青康路及涌美路後，便取道青衣南橋及荃灣路前往沙咀道，於星期一至五上、下午繁忙時間分別提供去程和回程服務，預計青衣南往返荃灣市中心的車程會較九龍巴士243M線線少10分鐘，為青衣西南的居民提供更直接前往荃灣的服務。建議獲葵青區議會支持，並要求提早至2024年內開辦，此路線於2024年11月18日起投入服務。

## 服務時間及班次
49A線逢星期一至五（公眾假期除外）提供服務，其中青富苑開的班次開6班，而荃灣西站開的班次（回程）則開5班，列表如下：
| 方向                | 服務時間 （星期一至五） | 班次 （分鐘） |
| ------------------- | ----------------------- | ------------- |
| 青富苑開 （去程）   | 06:40                   | 06:40         |
| 青富苑開 （去程）   | 07:00－09:00            | 30            |
| 荃灣西站開 （回程） | 17:00－19:00            | 30            |

## 收費
49A線全程收費為$5.6，回程設有長青邨青梅樓往青富苑$4.8之單向分段收費。
49A線設有12歲以下小童及65歲或以上長者半價優惠，當中60歲－64歲香港居民、65歲或以上長者與合資格殘疾人士如以指定八達通繳付此線的車資，均可享有長者及合資格殘疾人士公共交通票價優惠計劃提供的$2票價優惠。乘客登車時需以現金或八達通卡繳付車資，不設找贖；而每位成人乘客可免費帶同最多兩名四歲以下而且不佔座位的兒童乘車。此外，乘客亦可透過多元化電子支付系統（e度嘟）繳付車資，乘客使用此付款方式不能享有與非九巴／龍運路線之轉乘優惠，亦不能享有「公共交通費用補貼計劃」及「長者及合資格殘疾人士乘車優惠計劃」。

## 行車路線
49A線由青富苑開出的班次途經青衣路、青康路、涌美路、青衣鄉事會路、葵青路、荃灣路、支路、德士古道、沙咀道及大河道前往荃灣西站；由荃灣西站開出的班次途經大河道、沙咀道、德士古道、荃青交匯處、荃灣路、葵青路、青衣鄉事會路、涌美路、青康路及青衣路前往青富苑，具體停站請參考資訊框。